# Демьяненко, Василий Николаевич
Василий Николаевич Демьяненко (2 июня 1922—2007) — российский учёный-юрист, доктор юридических наук, профессор, заведующий кафедрой колхозного права Саратовского юридического института им. Д. И. Курского, участник Великой Отечественной войны.

## Биография
Василий Николаевич Демьяненко родился в селе Полойка (на территории современного Краснозёрского района Новосибирской области) 2 июня 1922 года.
- 1940 год — окончание средней школы в городе Сретенске Читинской области с золотой медалью.
- 26 октября 1940 года — призван в ряды РККА Сретинским РВК Сретинского района Читинской области.
- С 16 октября 1941 года — участие в боях в составе 1232-го стрелкового полка 370-й стрелковой дивизии на Северо-Западном фронте.
- 8 марта 1942 года — получил тяжелое ранение, а впоследствии инвалидность.
- 17 июля 1943 года — демобилизован из рядов РККА по ранению.
- 1948 год — окончание Саратовского юридического института им. Д. И. Курского, работа преподавателем.
- 1953—1954 годы — обучение в аспирантуре.
- 1954 год — защита диссертации на соискание учёной степени кандидат юридических наук на тему «Правовая организация руководства колхозами со стороны исполкома районного Совета депутатов трудящихся» под руководством доктора юридических наук, профессора Павлова Ивана Васильевича.
- 1955—1965 годы — в должности декана факультета.
- 1967—1998 годы — заведующий кафедрой колхозного права.
- 1968 год — защита диссертации на соискание учёной степени доктор юридических наук на тему «Правовые проблемы правильного сочетания государственного руководства колхозами с развитием колхозной демократии». Оппонентами выступали доктора юридических наук, профессора Павлов Иван Васильевич, Козлов Юрий Маркович, Козырь Михаил Иванович, Евтихиев Иван Иванович.
- 1970 год — присвоено учёное звание профессора.
- 1998—2007 годы — профессор кафедры земельного права.

Умер в 2007 году в Саратове.

## Семья
- Сын — Демьяненко, Владимир Васильевич (15 марта 1969 — 20 января 2022[1]) — доктор юридических наук[2], доцент, специалист по аграрному и земельному праву, продовольственной безопасности.

## Награды

### Награды СССР и Российской Федерации
- Орден Красной Звезды
- Орден Отечественной войны I степени
- Заслуженный юрист РСФСР
- Заслуженный деятель науки Российской Федерации (1998)[3]

### Ведомственные награды
- Почётный знак «За отличные успехи в области высшего образования СССР»

### Региональные награды
- Почетная грамота губернатора Саратовской области

## Избранные публикации

### Авторефераты диссертаций
- Демьяненко В. Н. Правовая организация руководства колхозами со стороны исполкома районного Совета депутатов трудящихся: автореф. дисс. к.ю.н.. — М.: МГУ им. М. В. Ломоносова, 1954. — 16 с.
- Демьяненко В. Н. Правовые проблемы правильного сочетания государственного руководства колхозами с развитием колхозной демократии: автореф. дисс. д.ю.н.. — М.: МГУ им. М. В. Ломоносова, 1968. — 36 с.

### Книги
- Демьяненко В. Н. Колхозное право. Часть общая: Учебное пособие. — Саратов: Издательство Саратовского юридического института, 1972. — 176 с.
- Демьяненко В. Н. Колхозное право. Особенная общая: Учебное пособие. — Саратов: Издательство Саратовского юридического института, 1975. — 255 с.
- Демьяненко В. Н. Охрана уставных прав колхозников. — М.: Госюриздат, 1963. — 72 с.
- Демьяненко В. Н., Демьяненко В. В. Сельскохозяйственно-кооперативное право: курс лекций. — Саратов: СГАП, 2002. — 268 с. — ISBN 5792401179.

### Статьи
- Демьяненко В. Н. Защита социальных прав колхозников // Правоведение : журнал. — 1990. — № 4. — С. 34—42.
- Демьяненко В. Н., Демьяненко В. В. Куда ведут крестьян наши туземные рыночники? // Новая правовая мысль : журнал. — 2003. — № 1. — С. 35—40.
- Демьяненко В. Н. Организационно-правовые методы сочетания государственного руководства с колхозной демократией // Правоведение : журнал. — 1968. — № 6. — С. 70—78.

### Биография
- Демидов А. И., Бичехвост А. Ф., Тяпугина Н. Ю., Маторина Е. И. Энциклопедия нашей жизни. — Саратов: СГАП, 2006. — С. 216—219. — 439 с. — 1500 экз. — ISBN 5-7924-0427-5.

### Критика
- Зенюкова О. В. Демьяненко В. Н., Демьяненко В. В. 1) Сельскохозяйственно-кооперативное право: Курс лекций. 2-е изд. Саратов: СГАП, 2000. — 260 с.; 2) Сельскохозяйственно-кооперативное право: Учебное пособие / Под ред. К. Г. Пандакова. Саратов: СГАП, 2001. — 272 с.: (Рецензия) // Правоведение : журнал. — 2002. — № 1 (240). — С. 232—34.